# Гонтовка
Го́нтовка (укр. Го́нтівка) — село на Украине, находится в Черневецком районе Винницкой области.
Код КОАТУУ — 0524982701. Население по переписи 2001 года составляет 1153 человека. Почтовый индекс — 24112. Телефонный код — 4357.
Занимает площадь 3,02 км².

## История
В 1946 году указом ПВС УССР село Сербы переименовано в Гонтовку.

## Религия
В селе действует Свято-Димитриевский храм Черневецкого благочиния Могилёв-Подольской епархии Украинской православной церкви.

## Адрес местного совета
24112, Винницкая область, Черневецкий р-н, с. Гонтовка, ул. Ленина, 15